# Hans Melchior (Elektroingenieur)

Hans Melchior (ca. 1975)

Hans Melchior (* 23. Februar 1935 in Pontresina, heimatberechtigt in Ausserferrera) ist ein Schweizer Elektroingenieur und Hochschullehrer.

## Leben und Werk
Melchior wuchs in Pontresina auf. Er besuchte die Mittelschulen in Samedan und in Chur, wo er 1954 mit der Matura Typ C abschloss. Darauf folgte ein Studium der Elektrotechnik an der ETH Zürich. Das Diplom als Elektroingenieur erwarb er 1959. Ab 1960 war er am Institut für Höhere Elektrotechnik der ETHZ als Assistent und wissenschaftlicher Mitarbeiter tätig. Seine frühe Publikation Analytische Darstellung von Tunneldiodenkennlinien und die Berechnung der Verzerrungen und Mischvorgänge in Tunneldiodenstufen widmete er dem Institutsvorsteher Maximilian J. O. Strutt zu seinem 60. Geburtstag. Mit der Arbeit Untersuchungen über Durchbrucherscheinungen in Halbleitersperrschichten und deren Anwendungen, insbesondere von Tunneldioden wurde er bei Maximilian Strutt 1965 promoviert. Anschliessend forschte er während 12 Jahren bei den Bell Laboratories in Murray Hill (New Jersey). Er war vor allem auf dem Gebiet der Optoelektronik tätig. So entwickelte er rasche Photodetektoren für Lichtwellenleiter zur optischen Kommunikation. Während dieser Zeit erfand er ein Verfahren zur Herstellung verbesserter Silizium-Photodioden, eine Optimierung der faseroptischen Übertragung und ein Projektionssystem mittels laseradressierter Flüssigkristallschicht.
Nach seiner Rückkehr in die Schweiz war Melchior ab 1976 Ordentlicher Professor für Elektronik an der ETH, vorerst am Institut für Elektronik und Angewandte Physik, dann ab 1986 als Mitgründer am neuen Institut für Quantenelektronik des Departements für Physik.
An der ETH leitete er das Laboratorium für Mikroelektronik und Optoelektronik als Technologielabor insbesondere für leistungsfähige III-V-Verbindungshalbleiter zur Studentenausbildung und für die optoelektronische Komponentenentwicklung.
Zu seinen Erfolgen zählten rauscharme Halbleiterlaser, optische Wellenleiterschalter und optische Verstärker sowie optische Signalverarbeitungskomponenten für höchste Geschwindigkeiten bis zu 160 Gbit/s. Er war Referent von über 50 Doktoranden, wobei er Doktorvater der späteren ETH-Professoren Heinz Jäckel und Juerg Leuthold und anderer Hochschulprofessoren wie Kilchi Hamamoto in Japan war.
Während Jahren leitete Melchior Koordinationstreffen für rund 30 Forschungsvorhaben der EU auf den Gebieten der Photonik und der optischen Kommunikation.
Er war zudem an vielen Projekten zusammen mit entsprechenden Industriepartnern beteiligt und wirkte bei Jungunternehmen wie der GigOptix-Helix AG (Zürich) auf seinem Fachgebiet mit.
Er wurde im Oktober 2000 emeritiert.
Melchior war verheiratet und hat drei Söhne.

## Veröffentlichungen
- Insgesamt war er Autor oder Co-Autor von über 300 wissenschaftlichen Veröffentlichungen.[6]
- Liste ab 1997 Liste von Veröffentlichungen mit Hans Melchior als Co-Autor.  research-collection.ethz.ch, abgerufen am 16. Mai 2021.

## Ehrungen
- Life Fellow des Institute of Electrical and Electronics Engineers (IEEE)
- 1990 GEP-Preis für Beiträge zur europäischen Forschung.